# Neofelis diardi
Il leopardo nebuloso del Borneo o leopardo nebuloso della Sonda (Neofelis diardi Cuvier, 1823), è un felide selvatico di medie dimensioni diffuso nel Borneo, a Sumatra e sulle Isole Batu, nell'arcipelago malese; è stato indicato per la prima volta con il suo attuale nome comune dagli scienziati del World Wide Fund for Nature (WWF) il 14 marzo 2007.
Ha il manto ricoperto da chiazze ovali di forma irregolare e dai margini più scuri, che si dice ricordino delle nuvole, a cui deve il nome. Sebbene gli studiosi fossero a conoscenza della sua esistenza già dagli inizi del XIX secolo, è stato identificato come specie a sé stante solo nel 2006; prima era ritenuto una semplice sottospecie del leopardo nebuloso continentale (Neofelis nebulosa). Come riferisce il WWF, il Dr. Stephen O'Brien del National Cancer Institute degli Stati Uniti d'America sostiene che «i risultati delle ricerche genetiche indicano chiaramente che il leopardo nebuloso del Borneo deve essere considerato una specie separata».

## Descrizione

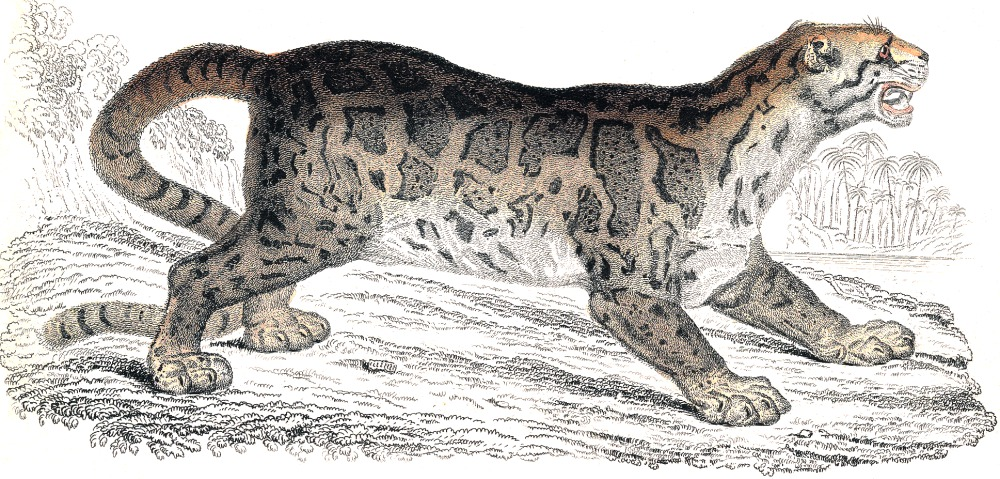
Tavola tratta da The Natural History of The Feline di William Jardine (1834).

Il leopardo nebuloso del Borneo ha una costituzione piuttosto robusta e pesa dai 12 ai 25 kg. È il più grande felino del Borneo. Caccia soprattutto al suolo ed utilizza la sua abilità nell'arrampicarsi per sfuggire ai pericoli. Grazie alle sue zampe corte e flessibili, alle piante grandi e agli artigli aguzzi, questo grande felino si muove sempre con passo sicuro. I denti canini, lunghi cinque centimetri, sono, in proporzione alla lunghezza del cranio, i più lunghi di quelli di ogni altro felino attuale. La coda, utilizzata per bilanciarsi, può essere lunga quanto il corpo stesso.

## Distribuzione e habitat
Dimora di questa specie sono il Borneo e Sumatra, nell'arcipelago malese. In passato era diffusa anche a Giava, da dove è scomparsa dopo il Neolitico.
Le prime testimonianze filmate sulla presenza di questo felino in Malaysia risalgono al giugno 2009.
L'habitat preferito di N. diardi è la foresta tropicale e subtropicale fino all'altitudine di circa 2000 metri.

## Biologia
Le abitudini del leopardo nebuloso del Borneo sono in gran parte sconosciute a causa della sua natura riservata. Si ritiene che sia generalmente una creatura solitaria.

## Tassonomia

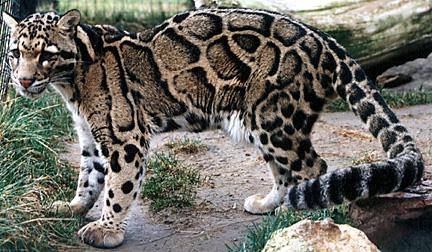
Neofelis nebulosa

Nonostante il nome, il leopardo nebuloso del Borneo non è strettamente imparentato con il leopardo. Il suo nome scientifico, Neofelis diardi, commemora il naturalista ed esploratore francese Pierre-Médard Diard; nel XIX secolo, però, veniva chiamato Felis diardii, il «gatto di Diard». I nomi locali con cui viene indicato, «Macan Dahan» in indonesiano e «Harimau Dahan» in malese (sebbene in passato venisse chiamato così anche a Sumatra), significano entrambi «tigre dei rami degli alberi».
La specie è stata a lungo considerata una sottospecie del leopardo nebuloso con il nome Neofelis nebulosa diardi. Nel dicembre 2006, però, due articoli della rivista Current Biology riportarono valide prove per riclassificare e ridefinire due distinte specie di leopardo nebuloso: Neofelis nebulosa dell'Asia continentale e Neofelis diardi dell'arcipelago malese, Malaysia peninsulare esclusa. La suddivisione veniva giustificata sulla base dei risultati di uno studio dettagliato sulle variazioni geografiche del leopardo nebuloso effettuato dal britannico Andrew C. Kitchener. I risultati dell'analisi morfometrica del mantello di cinquantasette leopardi nebulosi provenienti da zone diverse del loro vasto areale portarono alla conclusione che sono presenti due distinti gruppi morfologici che si differenziano tra loro prevalentemente per le dimensioni delle macchie a forma di nuvola.
Un altro studio condotto da Valerie A. Buckley-Beason, invece, riporta differenze molecolari per giustificare la suddivisione all'interno del genere Neofelis, sebbene per tale ricerca fossero stati utilizzati solamente campioni di DNA provenienti da esemplari del Borneo e dell'Asia continentale e non di quelli originari di Sumatra. Gli studi genetici riscontrarono differenze nelle analisi delle varie molecole (mtDNA, sequenze di DNA nucleare, variazioni dei microsatelliti e differenze citogenetiche) delle due specie di leopardo nebuloso. Vi erano trentasei differenze a livello dei nucleotidi mitocondriali e nucleari e 20 loci microsatellitari che non si sovrapponevano agli alleli. Il grado di differenziazione era simile a quello presente tra le cinque specie del genere Panthera e quindi, di conseguenza, Neofelis diardi iniziò ad essere considerato una specie separata da Neofelis nebulosa.

## Storia evolutiva
L'analisi genetica di Neofelis nebulosa e Neofelis diardi suggerisce che le due specie si separarono tra loro 1,4 milioni di anni fa, dopo che tali animali raggiunsero il Borneo e Sumatra dal continente asiatico utilizzando un ponte di terra attualmente sommerso.

## Conservazione

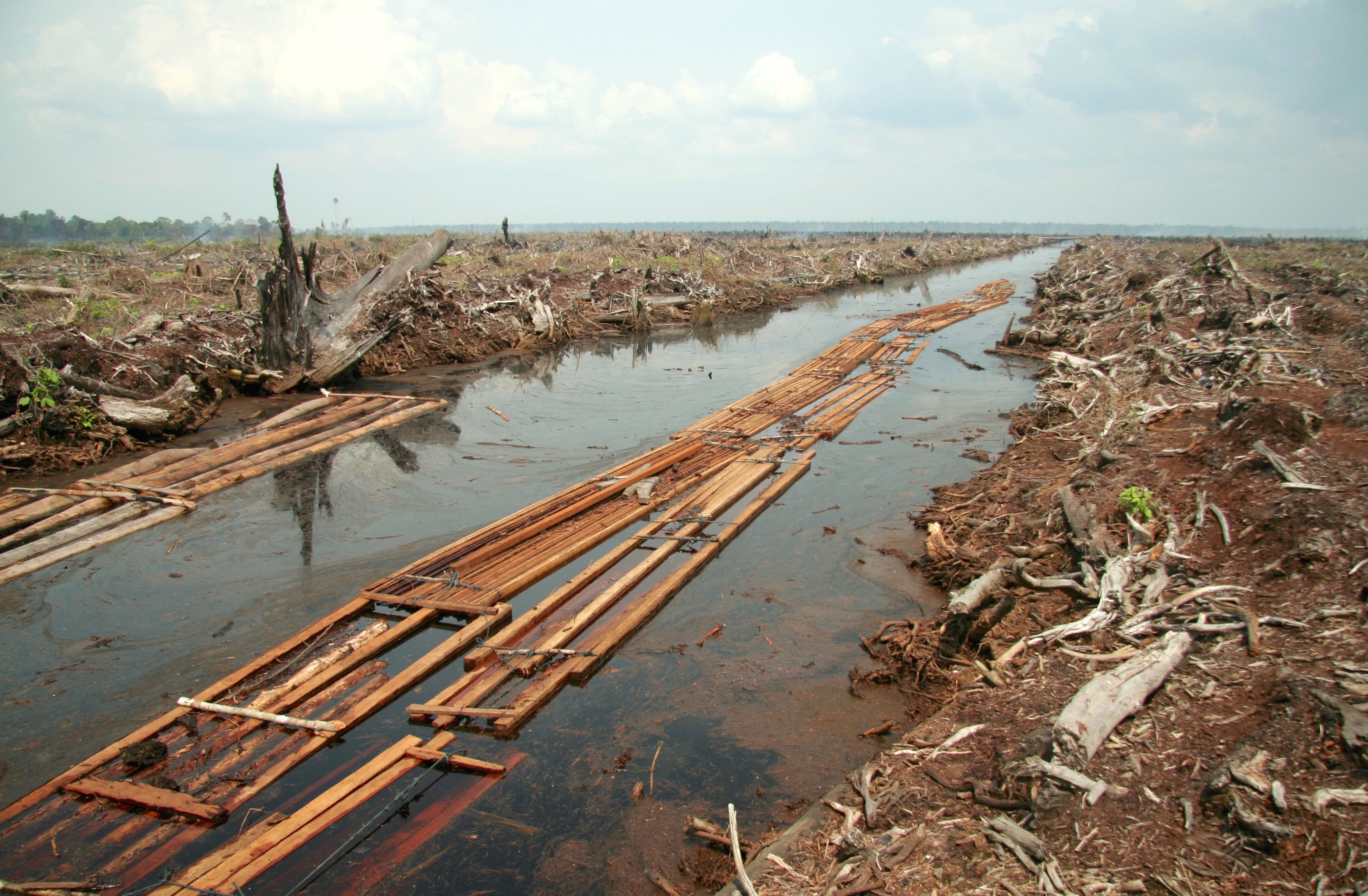
Deforestazione a Sumatra

Dal momento che le abitudini del leopardo nebuloso del Borneo rendono tale animale piuttosto difficile da studiare, non esistono stime esatte sul numero dei suoi esemplari. Tuttavia, recenti studi e filmati (effettuati dal Dr. Robert Martin) stimano una popolazione di 5000 - 11.000 esemplari rimasti nel Borneo e 3000 - 7000 a Sumatra. In tutti i Paesi dove vive ne è vietata la caccia, sebbene in tali aree sia piuttosto difficile far rispettare il divieto.
Un recente studio condotto nel 2006, focalizzato sulla classificazione delle tracce trovate nel Sabah (Borneo nord-orientale), ha portato ad una stima esatta della popolazione in quest'area: 1500 – 3200 esemplari, dei quali solo 275 – 585 all'interno di aree protette.
L'aumento della popolazione umana e la completa distruzione dell'habitat, prevalentemente per il commercio del legname e per fare spazio a piantagioni di gomma e di palme da olio, continuano inoltre a minacciare la sopravvivenza del leopardo nebuloso, così come quella dell'intera fauna del Borneo.